# Albert Hansen
 Der er flere personer med dette navn, se Albert Hansen (flertydig).
Albert Hansen (død 21. februar 1593) var biskop i Århus Domkirke 1591-1593. Han var født i København og søn af professor, senere biskop, Hans Albertsen.
1576 blev han skolemester i Helsingør, hvor han 1580 med sine disciple opførte skuespil for byens borgere. Samme år tog han magistergraden, og 1582 blev han præst ved Nicolai Kirke i København. 1584 blev han, tilsyneladende meget imod sin vilje, kaldet til hofprædikant og præst for slotsmenigheden ved Frederiksborg Slot. 1586 forflyttedes han til København som hofpræst hos Frederik 2. 1588 fulgte han kongen til Antvorskov, var tilstede ved hans dødsleje og holdt sørgetalen, førend kongeliget førtes til Roskilde.
Efter kongens død vedblev han at virke som hofpræst for enkedronning Sophie og den unge Kong Christian 4. I 1590, mens Sjællands Bispestol stod ledig, varetog han en del af de forretninger, der ellers påhvilede biskoppen, og udarbejdede
dispositionerne til bededagsteksterne for det følgende år.
I 1591 blev han af formynderregeringen, formentlig uden forudgående valg afvedkommende Stiftsgejstlighed, udnævnt til biskop i Århus, hvor han dog allerede døde 21. februar 1593. Han var, hvad der ellers var usædvanligt på den tid, allerede gift da han var skolemester, idet han 1578 holdt bryllup i Helsingør.